# Edvin Endre
Edvin Leonard Hugo Endre, född 1 juli 1994 i Hedvig Eleonora församling i Stockholm, är en svensk skådespelare.

## Biografi

### Uppväxt
Edvin Endre föddes som son till skådespelarna Lena Endre och Thomas Hanzon. Han var ofta med föräldrarna på arbetet och har sagt att han växt upp på teatrar och inspelningar. Hans mor tyckte han skulle ordna med en riktig utbildning och har själv sagt att hon inte stöttat hans skådespelarambitioner. Endre har även en syster, Rosanna. Hans föräldrar skilde sig 1999.

### Karriär
Endres första roll var i Studentfesten (2013). Han medverkade sedan i Tyskungen (2013), en film som baserades på Camilla Läckbergs bok med samma namn. Precis innan premiären av filmen blev han klar för en roll i TV-serien Vikings (2014-2016) där han medverkade i tre säsonger, vilket han såg som sin skådespelarskola.
Han porträtterade den finländsk backhopparen Matti Nykänen i Eddie the Eagle (2015) där han syntes bredvid Hugh Jackman och Taron Egerton.
I den brittiska TV-serien Fortitude (2017) medverkade han tillsammans med Dennis Quaid.
Han porträtterade Spotify grundaren Daniel Ek i Netflixserien The Playlist (2022) som baserades på boken Spotify inifrån. Inför rollen rakade han sitt huvud.
Han porträtterade även den unga versionen av Dag Hammarskjöld i Hammarskjöld (2023). Mikael Persbrandt porträtterade den äldre versionen.

## Filmografi

### Film
| År   | Titel           | Roll                                     | Notering |
| ---- | --------------- | ---------------------------------------- | -------- |
| 2013 | Studentfesten   | Mister                                   |          |
| 2013 | Tyskungen       | Unga Axel                                |          |
| 2014 | Transference    | Josef                                    |          |
| 2015 | Eddie the Eagle | Matti "Den flygande finländaren" Nykänen |          |
| 2018 | Nameja gredzen  | Namejs                                   |          |
| 2018 | La caresse      | Toby                                     | Kortfilm |
| 2019 | Eld & lågor     | Lennart Lindgren                         |          |
| 2019 | Spionen         | Patrik                                   |          |
| 2023 | Hammarskjöld    | Ung Dag Hammarskjöld                     |          |

### TV
| År        | Titel                        | Roll            | Notering             |
| --------- | ---------------------------- | --------------- | -------------------- |
| 2014-2016 | Vikings                      | Erlundur        | 22 avsnitt           |
| 2015      | En delad värld               | Adam Jensen     | 8 avsnitt            |
| 2017      | Fortitude                    | Rune Lennox     | 10 avsnitt           |
| 2019      | Idaten: Tokyo Olympics Story | Daniel          | 5 avsnitt            |
| 2019      | Filip och Mona               | Oliver          | 4 avsnitt            |
| 2019-2022 | Mumindalen                   | Snufkin         | 39 avsnitt, Röstroll |
| 2019-2022 | Fartblinda                   | Carl Rehnskiöld | 11 avsnitt           |
| 2021      | Zebrarummet                  | Philip          | 8 avsnitt            |
| 2022      | The Playlist                 | Daniel Ek       | 6 avsnitt            |